# Olympische Sommerspiele 2012/Teilnehmer (Pakistan)
| Gelbes Symbol für Goldmedaillen mit stilisierten Olympischen Ringen | Graues Symbol für Silbermedaillen mit stilisierten Olympischen Ringen | Braundes Symbol für Bronzemedaillen mit stilisierten Olympischen Ringen |
| ------------------------------------------------------------------- | --------------------------------------------------------------------- | ----------------------------------------------------------------------- |
| —                                                                   | —                                                                     | —                                                                       |

Pakistan nahm in London an den Olympischen Spielen 2012 teil. Es war die insgesamt 16. Teilnahme an Olympischen Sommerspielen. Von der Pakistan Olympic Association wurden 23 Athleten in vier Sportarten nominiert.

## Flaggenträger
Der Hockeyspieler Sohail Abbas trug die Flagge Pakistans während der Eröffnungsfeier im Olympiastadion.

## Teilnehmer nach Sportarten

### Hockey
| Wettbewerb        | Männer |
| ----------------- | --- |
| Athleten          | Sohail Abbas Shakeel Abbasi Waseem Ahmed Fareed Ahmad Muhammad Umar Bhutta Imran Butt Rehan Butt Muhammad Imran Muhammad Irfan Abdul Haseem Khan Rashid Mehmood Shafqat Rasool Muhammad Rizwan Jr. Muhammad Rizwan Imran Shah Syed Kashif Shah Muhammad Tousiq Muhammad Waqas |
| Trainer           | Khawaja Muhammad Junaid |
| Gruppenphase      | Spanien 1:1 (0:0) Argentinien 2:0 (1:0) Großbritannien 1:4 (0:2) Südafrika 5:4 (3:3) Australien 0:7 (0:4) |
| Platzierungsspiel | Spiel um Platz 7: Südkorea 3:2 (1:2) |
| Halbfinale        | ausgeschieden |
| Finale            | ausgeschieden |
| Platzierung       | 7 |

### Leichtathletik
Laufen und Gehen
| Athleten    | Wettbewerb | Vorlauf     | Vorlauf | Halbfinale    | Halbfinale    | Finale        | Finale        | Rang |
| Athleten    | Wettbewerb | Zeit        | Rang    | Zeit          | Rang          | Zeit          | Rang          | Rang |
| ----------- | ---------- | ----------- | ------- | ------------- | ------------- | ------------- | ------------- | ---- |
| Frauen      |            |             |         |               |               |               |               |      |
| Rabia Ashiq | 800 m      | 2:17,39 min | 6       | ausgeschieden | ausgeschieden | ausgeschieden | ausgeschieden | 35   |
| Männer      |            |             |         |               |               |               |               |      |
| Liaqat Ali  | 100 m      | 10,90 s     | 4       | ausgeschieden | ausgeschieden | ausgeschieden | ausgeschieden | 66   |

### Schießen
| Athleten     | Wettbewerb | Qualifikation   | Qualifikation | Finale          | Finale        | Ringe/ Scheiben | Rang |
| Athleten     | Wettbewerb | Ringe/ Scheiben | Rang          | Ringe/ Scheiben | Rang          | Ringe/ Scheiben | Rang |
| ------------ | ---------- | --------------- | ------------- | --------------- | ------------- | --------------- | ---- |
| Männer       |            |                 |               |                 |               |                 |      |
| Khurram Inam | Skeet      | 112             | 28            | ausgeschieden   | ausgeschieden | 112             | 28   |

### Schwimmen
| Athleten      | Wettbewerb     | Vorlauf     | Vorlauf | Halbfinale    | Halbfinale    | Finale        | Finale        | Rang |
| Athleten      | Wettbewerb     | Zeit        | Rang    | Zeit          | Rang          | Zeit          | Rang          | Rang |
| ------------- | -------------- | ----------- | ------- | ------------- | ------------- | ------------- | ------------- | ---- |
| Frauen        |                |             |         |               |               |               |               |      |
| Anum Bandey   | 400 m Lagen    | 5:34,64 min | 4       | –             | –             | ausgeschieden | ausgeschieden | 35   |
| Männer        |                |             |         |               |               |               |               |      |
| Israr Hussain | 100 m Freistil | 57,86 s     | 8       | ausgeschieden | ausgeschieden | ausgeschieden | ausgeschieden | 54   |